# Albin Tingsvall
Måns Albin Ludvig Tingsvall, född 21 december 1987 i Vittsjö, är en svensk tidigare handbollsspelare (högernia).

## Handbollskarriär
Tingsvall började spela handboll i unga år i Bjärnums HK och fortsatte sedan i Åhus Handboll där han hade Lennart Ebbinge som tränare. 2007 var han en kort tid i IFK Kristianstad men valde att spela för Hammarby IF HF. Tingsvall tog SM-guld med Hammarby IF 2008. Han spelade kvar i klubben till 2011 då han valde Lugi HF.
I Lugi var han med och vann elitserien 2013 och spelade SM-final 2014, som Lugi förlorade mot Alingsås.
Den 22 december 2014 lånades han ut från Lugi HF till tyska Bundesligalaget SG Flensburg-Handewitt, som ersättare för Holger Glandorf, som hade ådragit sig en skada två dagar tidigare. Efter två matcher i december återvände Tingsvall till Lugi HF, där han efter säsongens slut 2015 avslutade karriären. Tingsvall spelade också några landskamper för Sverige under åren 2009–2013. Han gjorde debut i landslaget 21 juni 2009 i en EM-kvalmatch mot Turkiet.

## Efter handbollskarriären
Tingsvall var 2015 färdig med studierna till psykolog och har därefter arbetat som skolpsykolog. Han är aktiv som psykolog, författare och föreläsare. Han har efter handbollskarriären bland annat föreläst om psykisk ohälsa inom idrotten. 2018 kom hans bok Allt jag förlorade genom att vinna.